# Neophascogale lorentzii
Neophascogale lorentzii — рід хижих сумчастих ссавців з родини кволові (Dasyuridae). Етимологія: грец. νέος — «новий» і Phascogale; вид названо на честь Р. Лоренца, лідера голландської експедиції до снігових гір і того, хто зібрав голотип. Зустрічається в Центральних Кордильєрах острова Нова Гвінея на висотах від 1200 до 3900 м над рівнем моря, але в основному вище 2000 м. Живе у моховому тропічному лісі, а також у субальпійських луках. Вид денний, як наземний так і деревний. Ймовірно не має сезону розмноження, максимальна кількість дитинчат у виводку – чотири.

## Морфологія
Морфометрія. Довжина голови й тіла: 170—230 мм, довжина хвоста: 185—215 мм, вага 20—40 гр.
Опис. Забарвлення від темно-червоного до тьмяно-корицевого на верхніх частинах тіла, хутро рясно заплямоване білим волоссям чи волоссям з білими кінчиками. Нижні частини тіла насичено-руді з білуватими прикінцевими смугами на волосинках. Голова рудо-коричнева, задні поверхня вух біла. Кінцівки іржависті з тенденцією до коричневого на стопах. Хвіст рудий, але дистальна третина біла. Хутро довге м'яке, густе. Деякі особини можуть бути меланістами. Усі кігті довгі, подушечки в борознах.

Від Phascogale відрізняється зубами. У N. lorentzii немає щілини між першим і другим різцями і останній премоляр помітно менший ніж перші два.